# TK-2
Die Tankette TK-2 war zeitgleich mit der Tankette TK-1 der zweite Prototyp einer Reihe von Tanketten polnischer Bauart aus der Zeit vor dem Zweiten Weltkrieg.

## Entwicklung
Die Entwicklung der Tankette TK-2 ist identisch mit der Tankette TK-1. Zwischen 1925 und 1928 entwickelten die englischen Ingenieure John Carden und Vivian Loyd mehrere Entwürfe für Tanketten. Dies sind kleine, ein- und zweisitzige, gepanzerte Kettenfahrzeuge. 1928 wurde das Unternehmen in den Vickers-Armstrong-Konzern eingegliedert und die beiden Ingenieure wurden in dessen Panzerabteilung beschäftigt. In der Folgezeit wurden Prototypen von Fahrzeugen wie den Carden-Loyd-Tanketten produziert. Dank einer umfangreichen Werbekampagne wurde die Carden-Loyd Mk. IV Tankette zu einem der bekanntesten gepanzerten Fahrzeuge der damaligen Zeit.
Polen interessierte sich damals sehr für den Entwurf des Mk. IV Tankette. Am 20. Juni 1929 fand die erste Vorführung des von der Vickers-Vertretung gelieferten Fahrzeugs auf dem Übungsplatz in Rembertów statt. Dazu gehörten unter anderem auch Schießversuche. Daraufhin wurde beschlossen, eine größere Charge von ihnen zu kaufen: 10 Tanketten und 5 Laufwerke, sowie Ersatzteile wurden bestellt. Die Auslieferung der Geräte erfolgte in der zweiten Augusthälfte 1929. Aus den Fahrzeugen wurden zwei Züge gebildet, die an Übungen teilnahmen. Es stellte sich heraus, dass viele der in den Vickers-Armstrong-Prospekten angepriesenen Vorteile nicht der Realität entsprachen. Die Nutzer beschwerten sich vor allem über die Federung des Fahrzeugs. Dies führte zu einer völligen körperlichen Erschöpfung der Besatzung nach längerer Fahrt. Im Zusammenhang mit dem geplanten Erwerb der Lizenz wurde eine Reihe von strukturellen und technischen Verbesserungen gefordert. Vickers-Armstrong übermittelte die entsprechenden Unterlagen zu den Änderungen.
Gleichzeitig wurden in Polen Versuche unternommen, die Fahrzeuge selbst zu verbessern. In der 1. Motorstaffel wurde unter der Leitung von Leutnant Stanislaw I. Marczewski das Fahrwerk an zwei Fahrzeugen rekonstruiert. Es wurden Räder hinzugefügt, die den oberen Teil der Kette stützen. Zusätzlich wurden weitere Federn installiert.
Schließlich wurden die Pläne zur Produktion von Carden-Loyd-Tanketten aufgegeben. Es wurde davon ausgegangen, dass solche Fahrzeuge für die Bewaffnung von Kavallerie-Aufklärungseinheiten nützlich sein würden. Es wurde jedoch beschlossen, nach dem Vorbild der englischen Tankette einen eigenen Panzer zu entwickeln. Der Bedarf der Armee an diesen Fahrzeugen wurde auf nicht weniger als 330 Einheiten festgelegt.
Mit der Ausarbeitung des Entwurfs der polnischen Panzerkampfwagen wurde das Büro für den Bau gepanzerter Waffen des Heeresingenieur-Forschungsinstituts (BK Br.Panc. WIBI) (polnisch: Broni Pancernych Wojskowego Instytutu Badań Inżynierii) in Warschau beauftragt. Daran arbeiteten der Oberingenieur Major Władysław Trzeciak, der Hauptmann Edward Karkoz und der Ingenieur Edward Habich. Auf der Grundlage der vorbereiteten Dokumentation bauten die Staatliche Maschinenfabrik (PZInż) (polnisch: Państwowe Zakłady Inżynierii) zwei Prototypen des Fahrzeugs mit der Bezeichnung leichter Hochgeschwindigkeitspanzer wz. 30 (polnisch: Lekkim czołgiem szybkobieżnym wz. 30). Sie erhielten die Bezeichnungen TK-1 und TK-2. Beide Fahrzeuge wurden am 17. Mai 1930 an die Armee übergeben.
Es begann eine Reihe von Vergleichsstudien. Infolgedessen wurden Änderungen an dem Entwurf verlangt. Beide Prototypen kehrten für Modifikationen ins Werk zurück. Die überarbeiteten Fahrzeuge erhielten die Bezeichnung Panzer wz. 31 (polnisch: Czołg wz. 31). Gleichzeitig wurde ein dritter Prototyp bestellt, der die Bezeichnung TK-3 erhielt. Im März 1931 kehrten die modernisierten Fahrzeuge zur Erprobung zurück. Sie wurden weiteren umfangreichen Tests unterzogen, zu denen auch eine Versuchs-Rallye auf der Strecke Augustów–Osowiec–Grodno gehörte. Noch vor Abschluss aller Versuche und ohne die endgültigen Ergebnisse abzuwarten, wurde am 14. Juli 1931 ein Fahrzeug mit der Bezeichnung Leichter Aufklärungspanzer TK-3 (polnisch: Lekki czołg rozpoznawczy TK-3) in die Bewaffnung der polnischen Armee aufgenommen. Als Vorlage für die Produktion diente der dritte Prototyp mit der Bezeichnung TK-3.

## Produktion

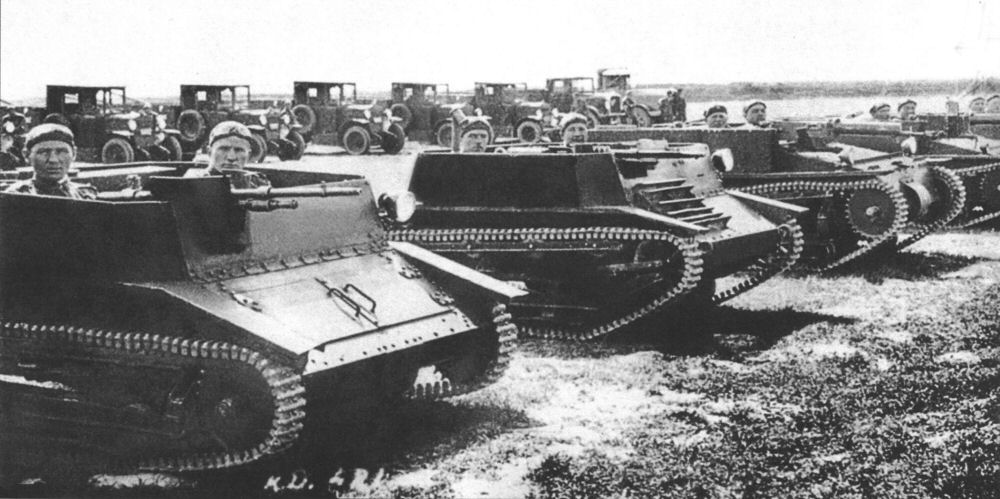
Von Links: TK-2, TK-1, Carden-Loyd mit geänderter Aufhängung.

Von der Tankette TK-2 wurde 1930 nur ein Prototyp hergestellt.

## Technische Beschreibung
Die technischen Gegebenheiten sind sehr ähnlich der Tankette TK-1. Angetrieben wurde die Tankette TK-2 jedoch durch einen Ford-T Motor mit 22,5 PS, demselben Motor wie auch in den Carden-Loyd Tanketten. Eine weitere Neuerung zur Carden-Loyd Tankette war ein elektrischer Anlasser. Beim Fahrwerk gab es einen weiteren Unterschied zur TK-1. Dieses bestand auf jeder Seite aus 2 paaren von Drehgestellen mit kleinen Gummirädern. Diese waren durch Blattfedern verbunden, welche sich auf einem seitlichen Rahmenträger befanden. Das Antriebsrad befand sich hier allerdings vorne am Fahrzeug und das Führungsrad zum zurückführen der Kette hinten. Die Ketten wurden aus verstärkten Manganstahl hergestellt. Die des Panzerung Mannschaftsraumes bestand aus 3 mm dicken. Nach oben hin war der Mannschaftsraum der TK-2 ebenfalls offen. Das Gesamtgewicht betrug 1,75 t. Die Bewaffnung bestand aus einem luftgekühlten 7,9 mm ckm wz. 25. Die Registrationsnummer, bzw. das Kennzeichen des TK-2 lautete 6007.

## Namensproblem
Genau wie bei der Tankette TK-1 kann die Bedeutung und Herkunft der Abkürzung TK bis heute nicht eindeutig geklärt werden. Es gibt mehrere Versionen. Einem zufolge sind dies die Anfangsbuchstaben der Namen der beiden Konstrukteure des Fahrzeugs: Władysław Trzeciak und Karkoza. Eine andere Version besagt, dass es sich um die Initialen von Oberst T. Kossakowski handelt, der den Bau dieses Panzertyps förderte. Es wird auch vermutet, dass dies eine Abkürzung des Wortes „Tankette“ ist. In Archivunterlagen werden die Fahrzeuge auch als TK wz. 30, Tek 1001 und Tank X bezeichnet.